# パリ祭

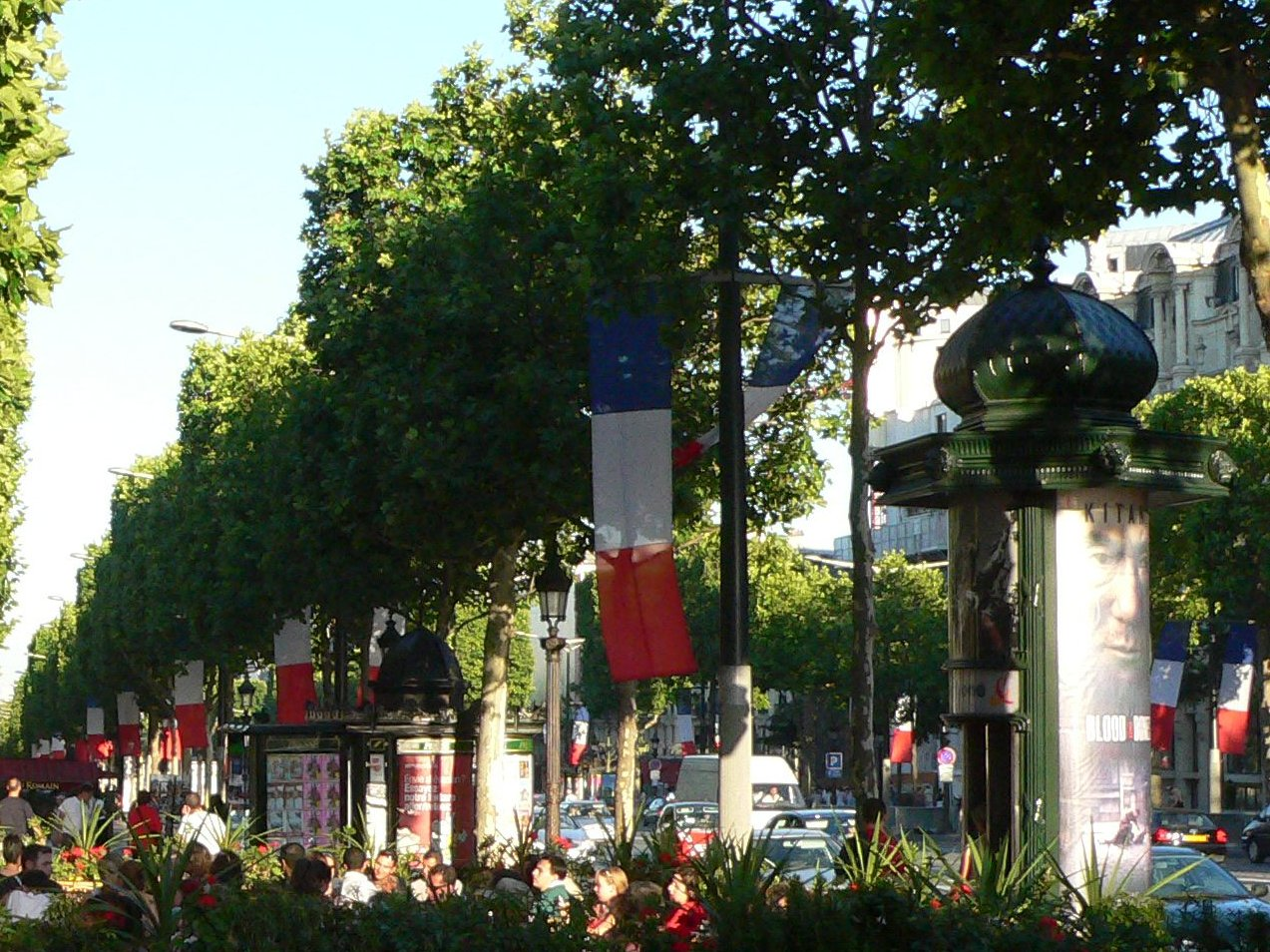
装飾で飾られたシャンゼリゼ通り

パリ祭（パリさい、フランス語: Fête nationale française）またはフランス革命記念日、フランス建国記念日とは、近現代のフランスで7月14日に設けられている、共和国の成立を祝う建国記念日である。
1789年同月日に発生しフランス革命の発端となったバスチーユ監獄襲撃および、この事件の一周年を記念して翌1790年同月日におこなわれた全国連盟祭 が起源となっている。

## 呼称
フランスでは正式には「Fête nationale française　フェトゥ・ナスィオナル・フランセーズ」（意味は「フランス国民祭典」・「フランス国民祭」・「フランス国祭」など）である。
しばしば「Le Quatorze Juillet」または「Le 14 (Quatorzeの数字化) Juillet」と表記し、「ル・カトルズ (キャトーズ)・ジュイェ (7月14日の意)」あるいは冠詞を外して単に「カトルズ(キャトーズ)・ジュイェ」と呼ぶ。
したがって「パリ祭」は日本だけの呼び名である。これは、ルネ・クレール監督の映画 『Quatorze Juillet 』が邦題『巴里祭』として公開されヒットしたためで、邦題を考案したのは、この映画を輸入し配給した東和商事社長川喜多長政たちである。読み方について、今日では「ぱりさい」が一般的だが、長政の妻・かしこは「名付けた者の気持ちとしてはパリまつりでした」と語っている。当時の観客の大半も「ぱり・まつり」と呼んでいたという。荻昌弘もまた「私の感覚では、これはどうあってもパリまつり、だ」と述べている。寺田寅彦は「パリ祭―この訳名は悪い」と批判している。
「巴里祭」「パリ祭」は多くの『歳時記』の夏の季語となっている。
また、英語圏では、バスティーユ襲撃の歴史を重視して、「Bastille day」（バスティーユ・デイ）という。

## 現在のイベント

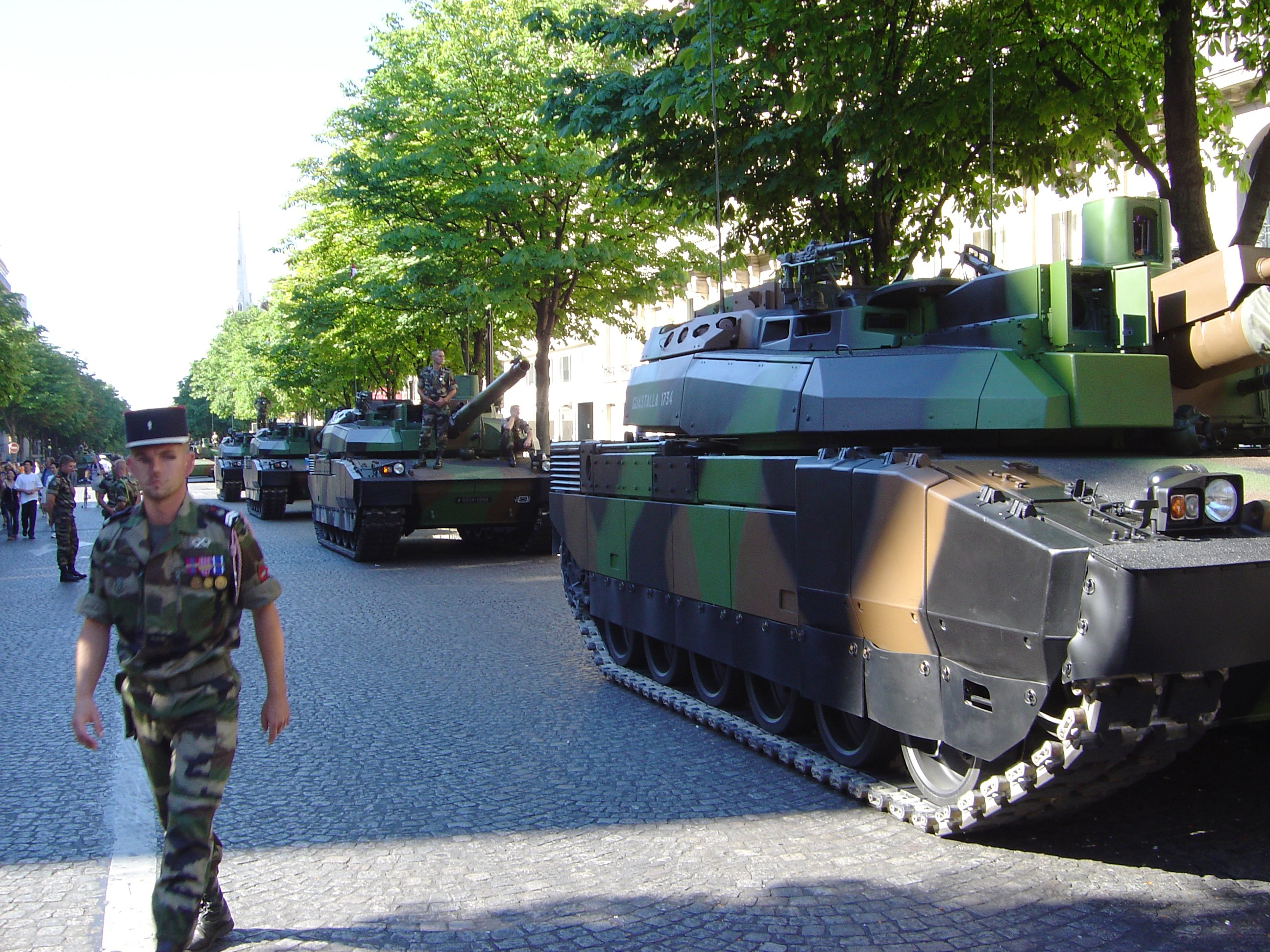
パレードに参加するMBTルクレール

7月14日には、フランス各地で一日中花火が打ちあげられる。また慣例として消防士はダンス・チーム bals du 14 juillet を組んで市民に披露する。
午前中にはパリで軍事パレードが開催され、フランス大統領の出席のもとシャンゼリゼ通りからコンコルド広場までを行進する。
パレードは通例エコール・ポリテクニーク、サン・シール陸軍士官学校、フランス海軍兵学校の生徒による行進で幕を開け、歩兵部隊、機械化部隊が登場する。フランス空軍のアクロバット飛行チームであるパトルイユ・ド・フランスも演技飛行をおこなう。近年においてはフランスの同盟国の要人を招待することが慣例となっている。2004年には英仏協商の100周年を記念して英軍の各部隊 (イギリス海兵隊、王室騎兵乗馬連隊、グレナディアガーズ、王立騎馬砲兵・国王中隊) がシャンゼリゼを行進し、英空軍のレッドアローズが演技飛行をおこなった。2008年にはPKO部隊もパレード参加した。
2014年には第一次世界大戦開戦100年として参戦した約80カ国が招待された。
パレードには軍だけではなく、フランス共和国親衛隊およびパリ消防工兵旅団、フランス国家警察も参加する。行進の最後尾は常にフランス外人部隊が務める。これは正規軍などの観閲行進曲が毎分120歩の歩調であるのに比べ、外人部隊では毎分88歩と遅いためである。沿道からはパレードの各梯隊に対して大きな歓声が浴びせられる。
その後、フランス共和国大統領の演説がおこなわれる。パレード終了後にはエリゼ宮殿において茶会が催される。パリ祭当日にはツール・ド・フランスが開催されており、フランス出身選手はこの日のレースを特別視して勝利を収めようとすることが多い。

## 歴史

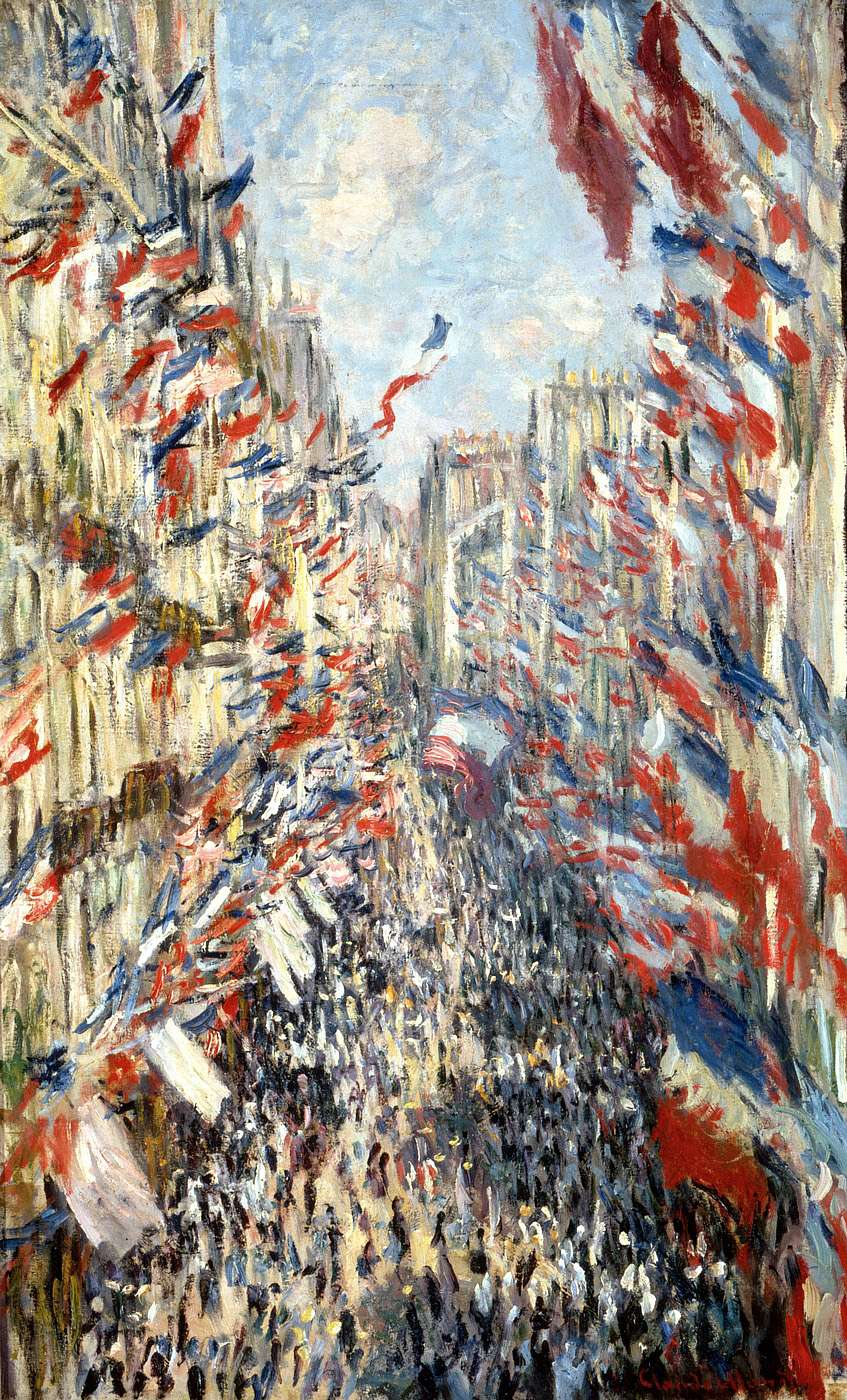
パリ1区「モントルグイユ通り」1878年6月30日の祭日
クロード・モネ画

### 歴史的背景

「バスティーユの襲撃」（ジャン＝ピエール・ウーエル画）

1789年5月5日、ルイ16世は三部会を召集し、彼らの不満に耳を傾けようとした。平民を代表する第三身分（残りの2つは聖職者と貴族）の議員は、三部会を放棄して国民議会を打ち立てることを決定する。
6月20日、第三身分の議員は「球戯場の誓い」を行った。これは憲法が制定されるまで解散しないことを誓い合ったもので、彼らが集まったホールがジュ・ド・ポーム（テニスの原型）に多用されたことにちなんで名づけられた。
彼らを支持するため、パリの人々はバスティーユを襲撃した。バスティーユは、王の恣意的な拘禁令状 (lettre de cachet) によって拘束された人々の刑務所で、特に著作が王統政府の気分を害したなどの政治犯を拘束することで知られていた。
このようにバスティーユは、絶対君主制ないし君主専制政治の象徴だったのである。包囲の段階で収容されていたのは、7人だけであった。
実際的な抵抗行為としてより、結集と反乱の象徴としてバスティーユ襲撃はより重要な意味を持つ。フランスの歴史における重要性にかかわらず、勇敢なフランスの愛国者がバスティーユを襲って抑圧された民衆を何百人も解放するという典型的イメージは沸き起こらないのである。しかしすぐに民衆は、報復の脅威に対する準備を思いついた。革命家を解放するといった伝説に反し、政治とは無関係な犯罪者などを少数収容していただけのバスティーユを襲撃したのは、元々はヴェルサイユからパリに移動してきた王の軍隊が市民を襲うかも知れないという危機感によって、バスティーユの武器弾薬を入手しようとしたことがきっかけだった。
バスティーユ襲撃からまもなくの8月26日、「人間と市民の権利の宣言」（フランス人権宣言）が採択されるのである。

### 全国連盟祭

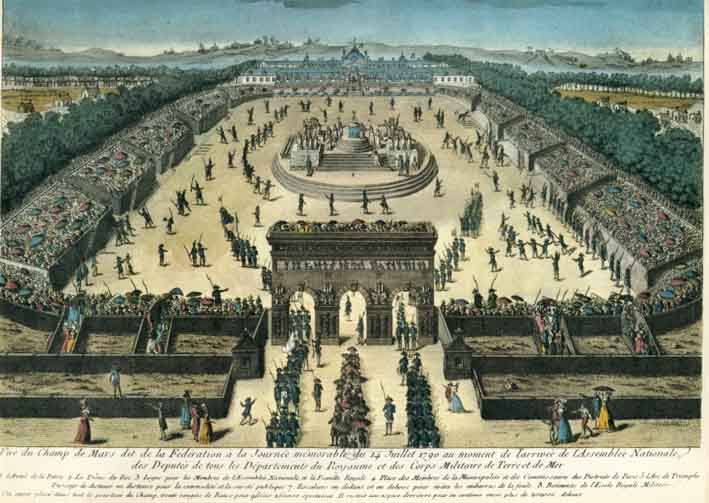
1790年の全国連盟祭
（フランス革命博物館）

1790年7月14日におこなわれた全国連盟祭は革命政府によっておこなわれた大規模な国家式典であった（この時点ではまだ革命勢力の中でも立憲君主制派が優勢で、共和制は樹立されていない。王政廃止宣言は1792年9月）。当時のフランスではこの式典がフランス革命を締めくくるものとして受け止められていた。イベントは当時パリ郊外に位置していたシャン・ド・マルスで開催された。この土地はパリ市民によって義勇兵の宿舎として利用されており、祭典はオータン司教タレーランの祝辞にはじまった。国民軍の司令官であるラ・ファイエットおよびルイ16世が憲法に対する忠誠を誓った。

### 祝日制定
1878年6月30日、公式決定により共和国を讃える祝祭が開かれた（その様子はクロード・モネの絵に記録されている)。
翌1879年7月14日、改めて準公式に祝祭が開かれた。このときの祝祭で、ロンシャンでは閲兵式、下院ではレオン・ガンベタ (Léon Gambetta) 主催のレセプション (歓迎会) 、「プレ・カトラン」ではルイ・ブランとヴィクトル・ユゴーとの共和国祝祭が行われた。16日のフィガロ紙にあるように、フランス中で「人々はバスティーユの栄光を心から祝した」のである。
1880年5月21日、バンジャマン・ラスパイユは「7月14日を年一度の祭日とする」法案を提出する。5月21日、次いで6月8日、下院は法案を可決する。上院は6月27日、29日に承認する。1789年8月4日のアンシャン・レジーム崩壊を祝う案に対し、7月14日案が採択されたのである。
法律は1880年7月6日公布され、内務省は各知事に「地域の予算が許す限りの輝きをもって賛美する」よう勧告した。事実、1880年の新祭日の祝賀はすばらしいものになった。

### アンリ・マルタンによる上院演説
1880年6月29日に上院議長アンリ・マルタンによっておこなわれた演説:

### 制定後
1939年9月に勃発した第二次世界大戦において、フランスがドイツ軍に占領され親独政権であるヴィシー政権ができたためにイギリスに亡命したシャルル・ド・ゴールと自由フランス軍は、1940年から1944年までの記念式典を、亡命先のロンドンで行った。
祝祭から199年を経た1989年、政府はバスティーユ襲撃から200年を経たフランス革命200年記念を謳い、ミッテラン大統領が記念行事に世界各国首脳を招待した。
2019年に発生した新型コロナウイルス感染症の世界的な流行を受け、2020年の大規模パレードは取り止められ、会場をコンコルド広場に限定して規模を縮小した観閲行進およびセレモニーが催された。